# Sieghart Dittmann

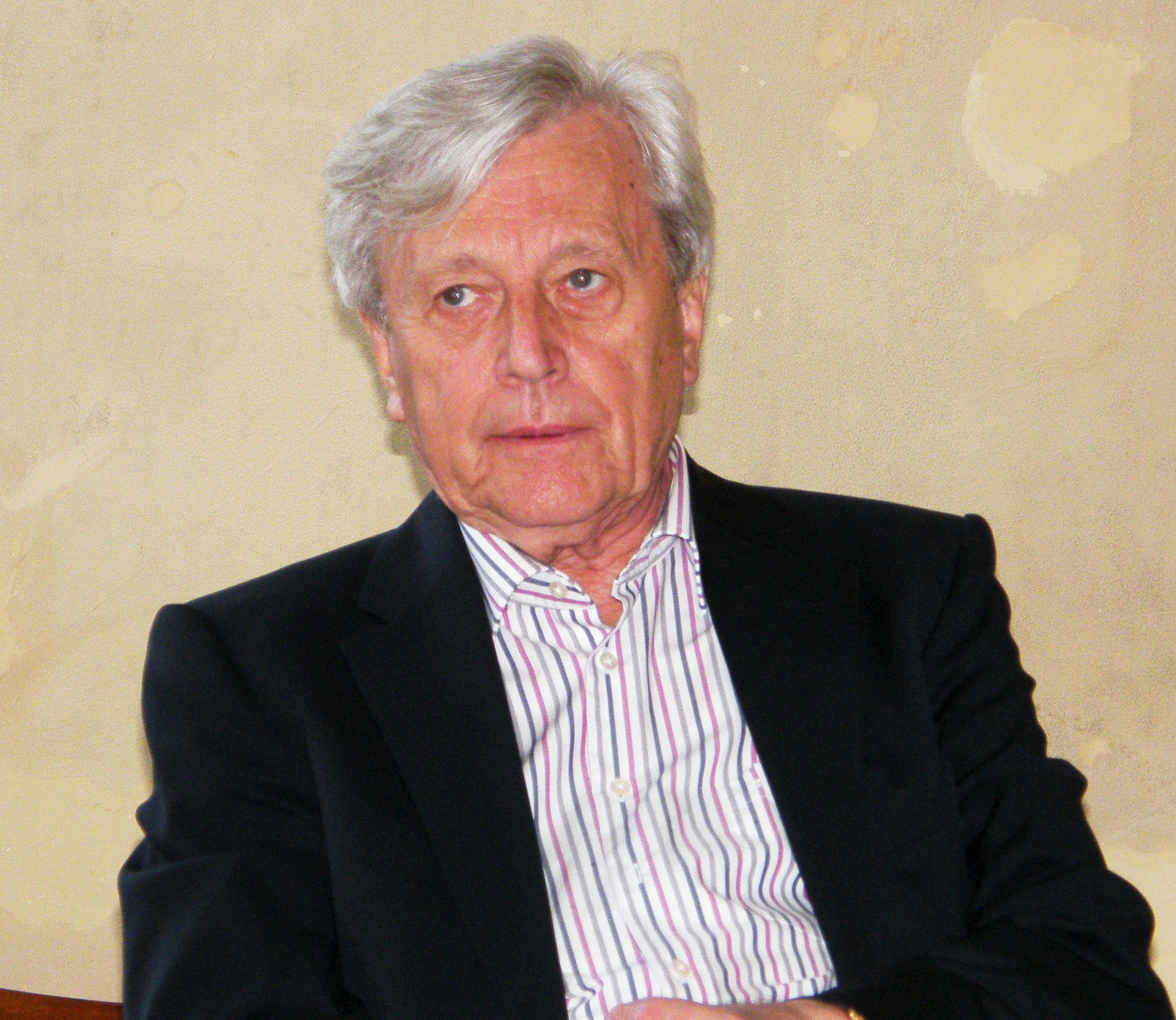
Sieghart Dittmann, Berlin 2012

Sieghart Dittmann (* 3. Juli 1934 in Eibenstock) ist ein deutscher Epidemiologe und Schachspieler.

## Medizin
Sieghart Dittmann wuchs in Chemnitz und Kirchberg (Sachsen) auf. Zum Medizin-Studium ging er an die Universität Leipzig. Er promovierte über Meningitis tuberculosa. 1979 wurde er mit dem Thema Impfkomplikationen habilitiert. 1982 erhielt er den Rudolf-Virchow-Preis, eine staatliche Auszeichnung der DDR. Ab 1983 war er Dozent und Professor für Hygiene und Epidemiologie am Hygiene-Institut der Berliner Charité. Von 1985 bis 1990 war er Direktor des Zentralinstituts für Hygiene, Mikrobiologie und Epidemiologie in Ost-Berlin. Ab 1992 war er für das Robert Koch-Institut tätig, 2001 bis 2004 als stellvertretender Vorsitzender der ständigen Impfkommission. Er leitete auch die Abteilung für Infektionskrankheiten und Impfprogramme des Regionalbüros Europa der WHO.

## Schach
Im Alter von zehn Jahren lernte Sieghart Dittmann das Schachspielen in der Schule. Bei der Verbesserung seiner Spielstärke half ihm das Kleine Lehrbuch des Schachspiels von Jean Dufresne.
Sieghart Dittmann war nur in den 1950er Jahren bis 1960 als Schachspieler aktiv. 1960 arbeitete er als praktischer Arzt im St.-Georg-Krankenhaus in Leipzig. Obwohl ihn sein Beruf stark in Anspruch nahm, galt er zeitweise hinter Wolfgang Uhlmann als Nummer zwei des DDR-Schachs. Er entschied sich jedoch für die Konzentration auf die Medizin. Sein Verein war der SC Rotation Leipzig.
Im Jahre 1954 gewann er in Schkopau die DDR-Meisterschaft U20 mit 2:1 in einem Stichkampf gegen den Hallenser Siegfried Mühlberg, nachdem beide nach 16 Partien mit 12 Punkten gleichauf lagen. Zwei Jahre vorher bei der gesamtdeutschen U20-Meisterschaft in Sigmaringen hatte er noch den vierten Platz erreicht. 1956 gewann er das Internationale Weihnachtsturnier in Wien vor dem jugoslawischen Großmeister Vasja Pirc und dem Österreicher Andreas Dückstein. Mit der Nationalmannschaft der DDR nahm er an drei Schacholympiaden und zwei Studentenweltmeisterschaften teil. Bei Schacholympiaden spielte er 1956 an Brett 2, 1958 an Brett 3 und 1960 an Brett 4. Er holte insgesamt 21 Punkte aus 41 Partien (+11 =20 −10), wobei Siege gegen Gedeon Barcza und Heinz Lehmann hervorzuheben sind. Bei den Studentenweltmeisterschaften 1957 (mit Sieg gegen Bent Larsen) und 1959 spielte er am Spitzenbrett.
Seine höchste historische Elo-Zahl war 2563 im Januar 1956. Nach dieser Berechnung lag er damals auf Platz 77 der Weltrangliste. Bei der Schacholympiade 1958 in München erspielte er nach historischer Berechnung eine Elo-Leistung von 2633.

## Veröffentlichungen
Sieghart Dittmann hat über 300 Veröffentlichungen vorzuweisen. Er war Mitherausgeber und Autor der Enzyklopädie Meyler’s Side Effect of Drugs.
- mit Henry Müller, ab der 5. Auflage mit Waltraud Thilo: Vademekum für Impfärzte. Ministerium für Gesundheitswesen, ab der 5. Auflage Gustav Fischer Verlag, Jena.
- Meningokokken-Erkrankungen. Epidemiologie, Klinik, Prävention, Kontrolle. Thieme, Stuttgart 2003, ISBN 3-13-132641-7.